# Unchain My Heart
Pour les articles homonymes, voir Heart (homonymie).
Clip vidéo
[vidéo] « Ray Charles - Unchain My Heart », sur YouTube
[vidéo] « Ray Charles - Unchain My Heart (télévision) », sur YouTube
[vidéo] « Joe Cocker - Unchain My Heart », sur YouTube
Unchain My Heart (libère mon cœur, en anglais) est une chanson d'amour rhythm and blues de l'auteur-compositeur américain Bobby Sharp, enregistrée par Ray Charles et sortie en single en novembre 1961 chez ABC-Paramount, . C'est un des premiers et plus importants succès internationaux de sa carrière. Elle fut reprise avec succès par d'autres  chanteurs, en particulier par Joe Cocker pour son album Unchain My Heart (album) (en) de 1987. 

## Histoire
Robert Sharp (surnommé Bobby Sharp) écrit et compose cette chanson et en vend alors les droits d'auteur pour 50 $ au jazzman Teddy Powell (en), puis s'est battu plus tard avec succès pour les récupérer totalement. 

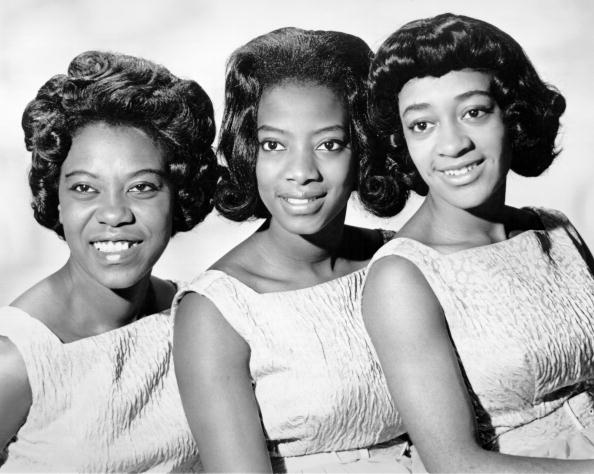
Le chœur de choristes The Raelettes de Ray Charles en 1962

Elle est enregistrée en 1961 par Ray Charles, accompagné par son big band jazz, son cœur de choristes The Raelettes, lui même au piano, et par des solos de son saxophoniste David « Fathead » Newman « Libère mon cœur, oh s'il te plaît libère-moi, libère mon cœur bébé laisse-moi partir, libère mon cœur parce que tu ne m'aimes plus, je suis sous ton charme comme un homme en transe, Oh mais je sais très bien que je n'ai aucune chance, libère mon cœur, laisse-moi faire mon chemin, quand tu ne te soucies pas de ce que je suis... ». Ce tube international est en particulier 1re place des charts américain Billboard Hot R&B/Hip-Hop Songs, et 9e du Billboard Hot 100...

## Reprises
Elle est reprise par de nombreux interprètes, dont :
- 1962 : The Rivingtons, album Doin' the Bird[7]
- 1963 : Trini Lopez, album Trini Lopez at PJ's (en)[8].
- 1964 : Otis Williams[9]
- 1987 : Joe Cocker, album Unchain My Heart (album) (en)[10] (réédité en  1992).
- 1994 : The Bobs (en)[11]
- 2002 : George Williams, album Shades[12]
- 2012 : Hugh Laurie, album Didn't it rain[13].
- 2014 : Johnny Winter, album Step Back.

## Au cinéma
- 2005 : Ray, de Taylor Hackford, film biographique, avec Jamie Foxx (Oscar du meilleur acteur 2005 pour son rôle de Ray Charles)[14].